# 全元起
全元起，生平不詳，約為南北朝齊梁間人，《隋書》〈經籍志〉作全元越，南史作金元起，今從《舊唐書》、《新唐書》改。事見《南史》〈王僧孺傳〉：「僧孺工屬文，善楷隸，多識古事。侍郎全元起欲注素問，訪以砭石。僧孺答曰：「古人當以石為針，必不用鐵。說文有此砭字，許慎云：『以石刺病也。』《東山經》： 『高氏之山多針石。』郭璞云：『可以為砭針。』春秋：『美疢不如惡石。』服子慎注云：『石，砭石也。』季世無復佳石，故以鐵代之爾。」他是歷史上最早為《素問》作註解的人。《隋書》〈經籍志〉中有《黃帝素問》八卷全元起注，今亡。
研究《黃帝內經》者，當知全元起著有《素問訓解》，上述《隋書．經籍志》也有記錄：＂《黃帝素問》八卷，全元越注＂。此處講八卷，應是有誤，據班固的《藝文志》乃是九卷素問。但也有一說，全元起注釋八卷，只因如西晉皇甫謐在其《甲乙針經》序中所言：＂黃帝內經亦有所亡失＂，即是唐中叶王冰修補殘本的《黃帝內經》時所言，已缺第七卷。